# Volta à Turquia
A Volta à Turquia, ou Volta presidencial da Turquia (em turco : Cumhurbaşkanlığı Bisiklet Turu) é uma corrida de ciclismo masculina em estrada turca criada em 1965. Faz parte do calendário do UCI World Tour de 2017 a 2019. Em 2020, a prova integra o UCI ProSeries, o segundo nível do ciclismo internacional. O português José Gonçalves venceu a prova em 2016.

## História da carreira
Em 1963 foi criada a Volta a Marmara (Marmara Turu), carreira com participação nacional que conhece duas edições. Em 1965, a competição torna-se internacional. Nomeada a « 1.ª Volta internacional de Marmara », foi considerada como a edição inaugural da Volta à Turquia. No ano seguinte, a carreira recebe o apadrinhamento do presidente turco Cemal Gürsel. É então afamada « Tour international presidencial de Marmara » (Cumhurbaşkanlığı Uluslararası Marmara Bisiklet Turu), depois « Volta presidencial da Turquia » (Cumhurbaşkanlığı Uluslararası Türkiye Turu), o seu nome actual, em 1968.
Em 2002, ela integra o calendário UCI, na mais baixa categoria (2.5). Em 2003, ela volta a uma corrida nacional, antes de estar novamente classificada 2.5 em 2004. À criação da UCI Europe Tour em 2005, a carreira é primeiramente em categoria 2.2, depois 2.1 em 2008 e finalmente 2.hc de 2010 a 2016. A Volta à Turquia atrai então um elenco dos melhores ciclistas profissionais. Nove equipas do World Tour são assim apresentas em 2012 e 2013. Este rápido crescimento está unida à política de internacionalização do ciclismo levado pelo UCI. A carreira integra o calendário UCI World Tour entre 2017 e 2019. Em 2020, é retrogradada em segunda divisão no calendário inaugural do UCI ProSeries, porque a participação das equipas WorldTour não era suficiente. Esta edição 2020 é anulada no entanto por causa da Pandemia de COVID-19
A Volta à Turquia é organizada pela Federação turca de ciclismo, em cooperação com a sociedade de eventos CEO Event desde 2016. De 2009 a 2015, a organização estava confiada à sociedade Argeus Events.

## Palmarés

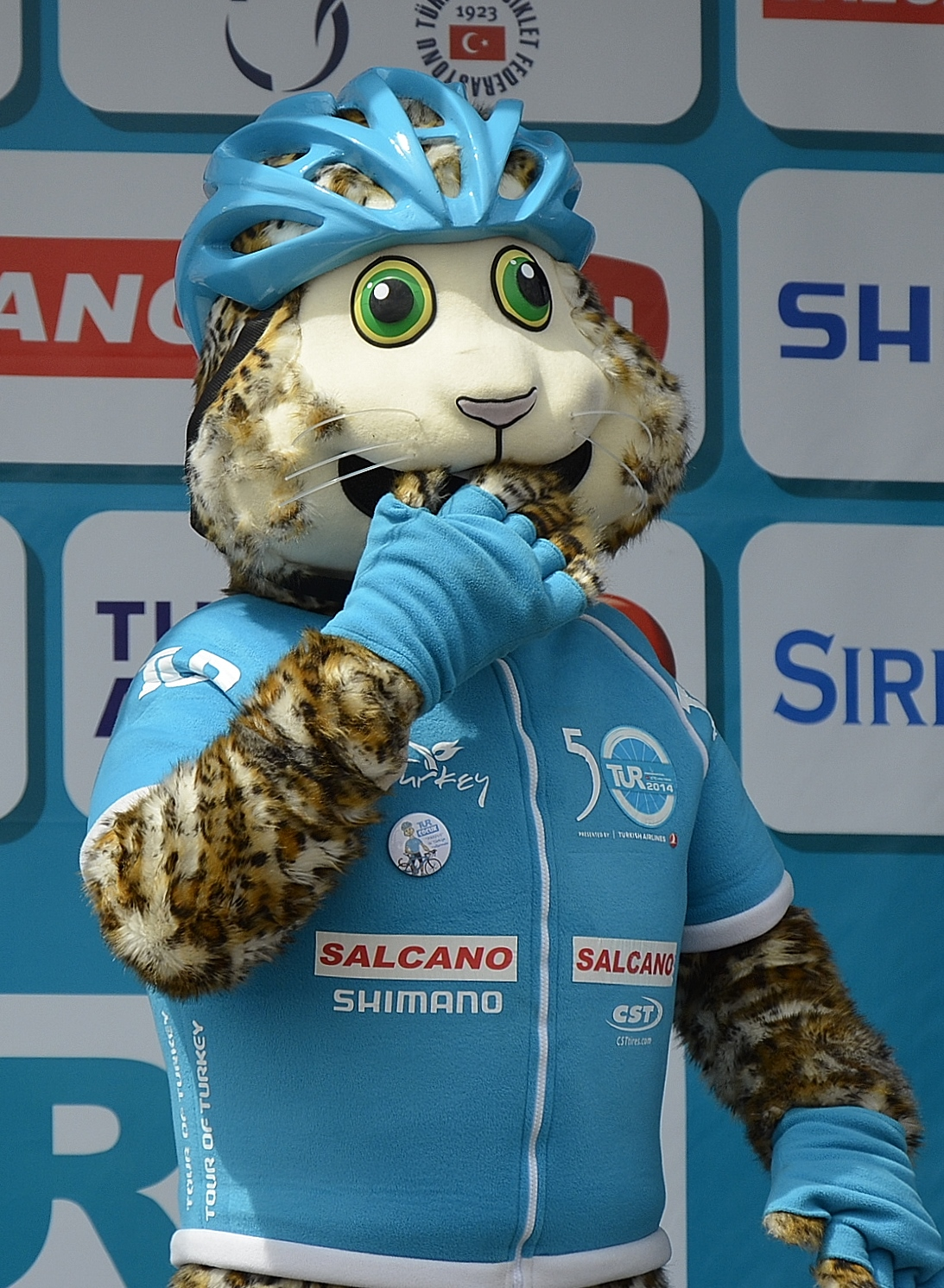
Mascota Pardus.

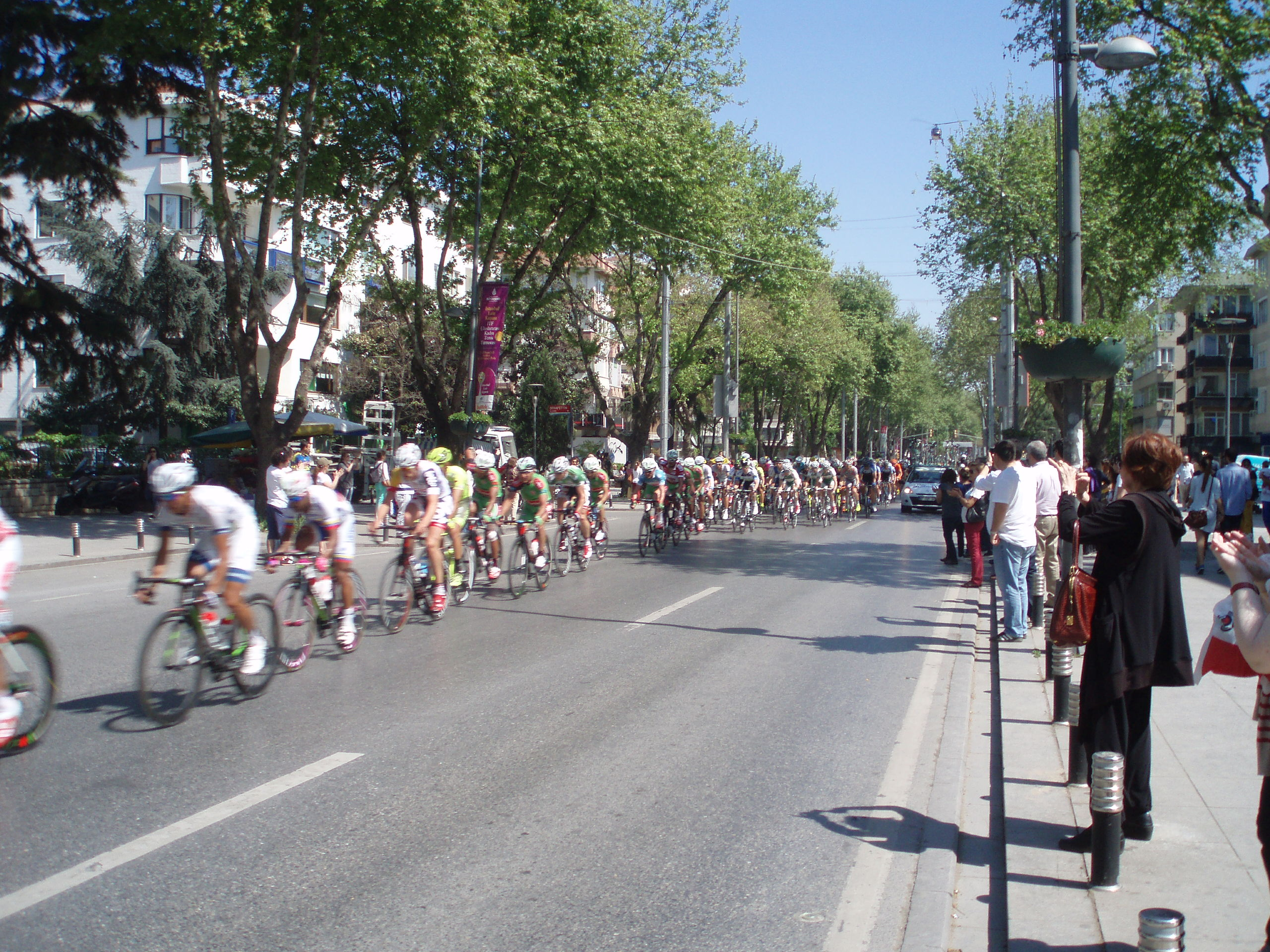
Corredores na Etapa 8 da Volta à Turquia nº49 na Avenida Bağdat, em Istambul no 28 de abril de 2013

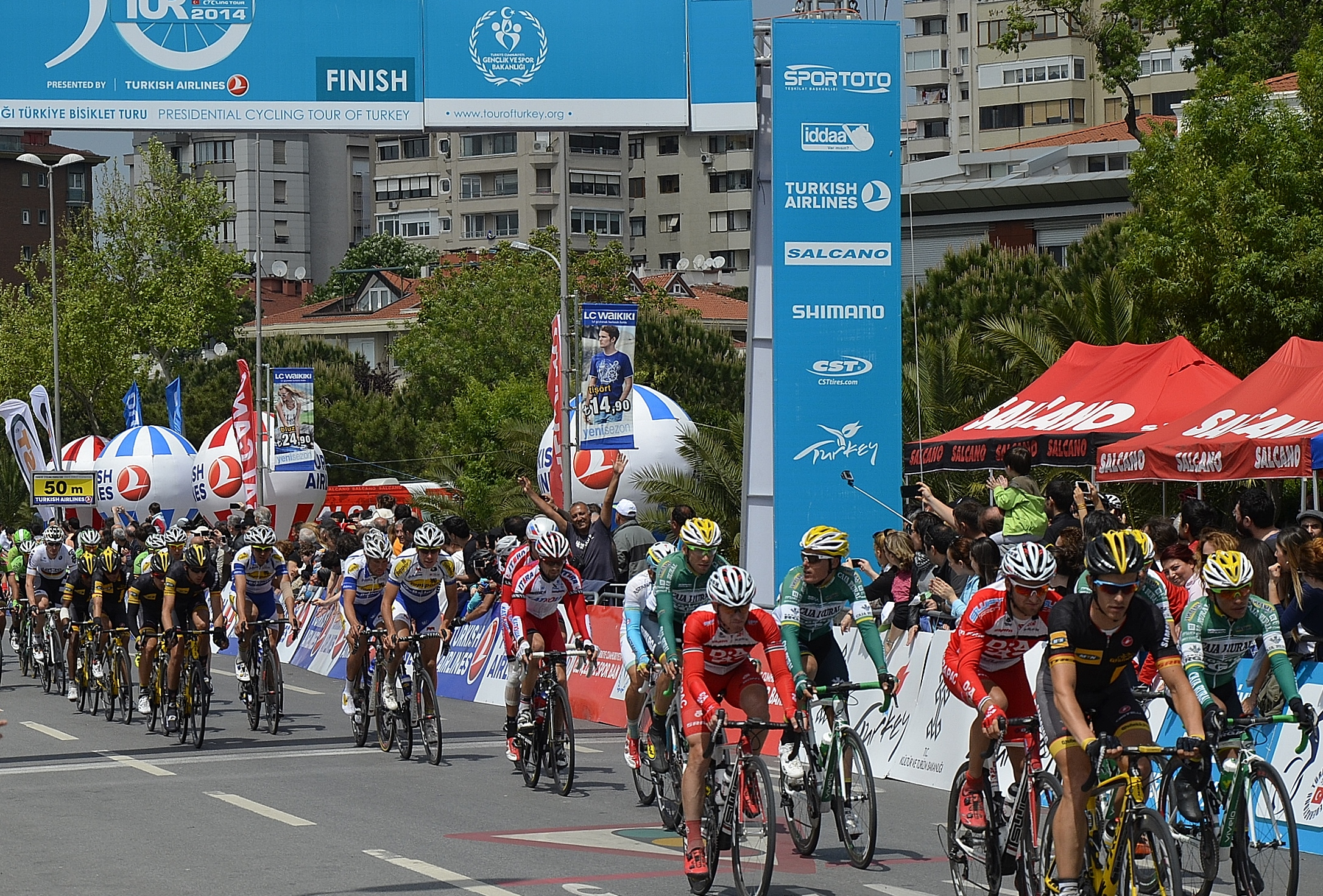
Ciclistas na Etapa 8 da Volta à Turquia nº50 no Bulevar Çetin Emeç, em Istambul o 4 de maio de 2014

| Ano  | Vencedor                    | Segundo              | Terceiro             |
| ---- | --------------------------- | -------------------- | -------------------- |
| 1965 | Rıfat Çalışkan              |                      |                      |
| 1966 | Ivan Bobekov                | Dimitar Kotev        | Edward Weckx         |
| 1967 | Dimitar Kotev               | Rıfat Çalışkan       | Roman Humenberger    |
| 1968 | Alexandre Kulibin           | Jindřich Marek       | Gainan Saidkhuzhin   |
| 1969 | Gainan Saidkhuzhin          | Boris Shukhov        | Alexandre Kulibin    |
| 1970 | Slavcho Nikolov             |                      |                      |
| 1971 | Constantin Ciocan           |                      |                      |
| 1972 | Andrzej Karbowiak           |                      |                      |
| 1973 | Ali Hüryılmaz               |                      |                      |
| 1974 | Seyit Kırmızı               |                      |                      |
| 1975 | Ali Hüryılmaz               | André De Wolf        | Yusuf Ecevit         |
| 1976 | Vladimir Osokin             |                      |                      |
| 1977 | Vladimir Shapovalov         |                      |                      |
| 1978 | Vlastibor Konečný           |                      |                      |
| 1979 | Jiří Škoda                  |                      |                      |
| 1980 | Juri Kaschirin              |                      |                      |
| 1981 | Grozyo Kalchev              |                      | Hasan Can            |
| 1982 | Zbigniew Szczepkowski       | Lechosław Michalak   | Dainis Liepiņš       |
| 1983 | Mircea Romașcanu            |                      |                      |
| 1984 | Nencho Staykov              | Hristo Zaykov        | Jozef Gašpar         |
| 1985 | Mieczysław Poręba           |                      |                      |
| 1986 | Jerzy Świnoga               |                      |                      |
| 1987 | Aleksandr Krasnov           |                      |                      |
| 1988 | Igor Nechayev               |                      |                      |
| 1989 | Kanellos Kanellopoulos      |                      |                      |
| 1990 | Vitali Tolkatchev           | Vadim Kravchenko     | Skip Spangenburg     |
| 1991 | Róbert Glajza               | Vasile Mitrache      | Michael Glöckner     |
| 1992 | Stefan Steinweg             |                      |                      |
| 1993 | Ivan Stanchev               |                      |                      |
| 1994 | Krystian Zajdel             |                      |                      |
| 1995 | Andrei Kivilev              | Vadim Kravchenko     | Serguei Lavrenenko   |
| 1996 | Dimitar Dimitrov Gospodinov | Ivailo Gabrovski     | Nadir Yavuz          |
| 1997 | Kholefy El Sayed            |                      |                      |
| 1998 | Erdinç Doğan                | Igor Bonciucov       |                      |
| 1999 | Erdinç Doğan                | Georgi Koev          | Ahmed Mohamed Khaled |
| 2000 | Serguei Lavrenenko          | Vadim Kravchenko     | Hassan Maleki        |
| 2001 | Mert Mutlu                  | Ghader Mizbani       | Serguei Lavrenenko   |
| 2002 | Ghader Mizbani              | Daniel Petrov        | Michael Haas         |
| 2003 | Mert Mutlu                  | Ghader Mizbani       | Mohamed Abdel Aziz   |
| 2004 | Ahad Kazemi                 | Hossein Askari       | Svetoslav Tchanliev  |
| 2005 | Svetoslav Tchanliev         | Martin Prázdnovský   | Evgeniy Gerganov     |
| 2006 | Ghader Mizbani              | Hossein Askari       | Igor Pugaci          |
| 2007 | Ivailo Gabrovski            | Ján Šipeky           | Hossein Askari       |
| 2008 | David García Dapena         | José Alberto Benítez | Pieter Jacobs        |
| 2009 | Daryl Impey                 | Davide Malacarne     | David García Dapena  |
| 2010 | Giovanni Visconti           | Tejay van Garderen   | David Moncoutié      |
| 2011 | Alexander Efimkin           | Andrey Zeits         | Thibaut Pinot        |
| 2012 | Alexsandr Dyachenko         | Danail Petrov        | Adrián Palomares     |
| 2013 | Natnael Berhane             | Yoann Bagot          | Maxime Méderel       |
| 2014 | Adam Yates                  | Rein Taaramäe        | Romain Hardy         |
| 2015 | Kristijan Đurasek           | Eduardo Sepúlveda    | Jay McCarthy         |
| 2016 | José Gonçalves              | David Arroyo         | Nikita Stalnow       |
| 2017 | Diego Ulissi                | Jesper Hansen        | Fausto Masnada       |
| 2018 | Eduard Prades               | Alexey Lutsenko      | Nathan Haas          |
| 2019 | Felix Großschartner         | Valerio Conti        | Merhawi Kudus        |
| 2021 | José Manuel Díaz Gallego    | Jay Vine             | Eduardo Sepúlveda    |
| 2022 | Patrick Bevin               | Jay Vine             | Eduardo Sepúlveda    |
| 2023 | Alexey Lutsenko             | Ben Zwiehoff         | Harold Tejada        |
| 2024 | Frank van den Broek         | Merhawi Kudus        | Paul Double          |

### Vencedores por país
Atualizado após edição de 2023
| 10 | Bulgária, Turquia                                                                                                |
| 7  | União Soviética                                                                                                  |
| 5  | Polónia |
| 4  | Cazaquistão |
| 3  | Tchecoslováquia, Irão, Espanha                                                                                   |
| 2  | Itália, Roménia                                                                                                  |
| 1  | Áustria, Croácia, Egito, Eritreia, Alemanha, Reino Unido, Grécia, Nova Zelândia, Portugal, Rússia, África do Sul |